# ソウル特別市地下鉄公社2000系電車 (初代)
ソウル特別市地下鉄公社2000系電車（ソウルとくべつしちかてつこうしゃ2000けいでんしゃ）は、1980年に登場したソウル特別市地下鉄公社（2005年の社名変更後はソウルメトロ）の通勤形電車である。
一部の車両は2017年に発足したソウル交通公社に継承された。ソウル交通公社2号線で使用されていた車両である。

## 概要
1980年に開業した2号線に導入された車両である。製造当初より冷房装置を搭載しており、ソウルの地下鉄車両としては初めての冷房車となった。
1983年度落成分からは、韓国で初めて電機子チョッパ制御（三菱電機製）が採用された。
大宇重工業で製作した車両のみ、集電装置を除き、約7、8割の部品が韓国で生産されたが、ブレーキ装置などの一部の部品は、日本の技術支援を受けて国内で生産された。
主に地下鉄で使用されているが旧3000系4000番台からの転用車と中間車からの先頭車化改造車を除き前面扉がなく非貫通型車両である。
廃車となった車両のうち中間車の一部は、ベトナムに売却され、車内を改造した上（ロングシートを撤去しクロスシート化、また座席を設置し食堂車化）、客車として利用されている。また、一部は宗教団体キリスト教福音浸礼会に旧3000系と共に売却され、教団施設内に保管されている。
2014年3月に法令上の鉄道車両の法定耐用年数（製造後25年）が撤廃されたため、車齢25年以上経った今も同線の主力車両として活躍してきたが、保守部品の製造停止や老朽化が進んだ事により、2017年より新2000系3･4次車の投入に伴い急速に廃車が進められ、2020年までに環状線と聖水支線の全車両が、2023年までに新亭支線の全車両が代替された。

## 系列別概要

### 2000系（MELCOチョッパ制御車）
1980年から1993年にかけて抵抗制御車、チョッパ制御車を合わせて計39編成導入された。MELCOとは三菱電機の公式愛称である。

#### 車両概要
制御装置は、抵抗制御車は日立製のMMC-HTB-20R形、チョッパ車は三菱電機製のTHB-1L-2A形がそれぞれ採用されている。台車は、日本車輌製造製の台車ND-310が採用され、軸バネにはコイルバネ、枕バネには空気バネがそれぞれ採用され乗り心地が大幅に向上した。制動装置は、アナログ演算方式の電気指令式ブレーキを採用している。
最初の車両については、日本の日本車輌製造において製造され、韓国国内の車両メーカーへノックダウン生産として納入された。そのため、車体の製造銘板は韓国国内の車両メーカーの名前が刻まれている。
10年以上に渡り製造されたことから、登場年月ごとに車両の細部が異なり、1992年から生産された車両は、側窓の形状が内折れ方式に変更された。また、抵抗制御車の廃車時期と同様にMELCOチョッパ車両の冷房3基のうち2基が新品に交換された。登場後、長らくの間方向幕が使われてきたが、最近になってLED表示機への改造が進んでいる。なお、一部の中間車は改造の上2代目2000系へ編入されている。
当初は4両もしくは6両編成であったが、1986年から1992年にかけて中間車が追加で製造され、一部の環状線用の編成が10両編成となった。
補助電源装置は当初、電動発電機が搭載されていたが、1990年代に製造された中間車には静止形インバータが搭載されている。
環状線では2代目2000系への置換が進んでいるため、抵抗制御車は新亭支線・聖水支線での運用に限定されている。これらの運用には、製造からの経過年数が比較的若い増備用中間車両を先頭車両化・前面扉の設置といった改造を受けた車両が使われている。残存車両は空気圧縮機をレシプロ式からスクリュー式の低騒音形のものに、補助電源装置を電動発電機から静止形インバータに換装する改造が行われている。
2039Fは2014年5月2日に上往十里で2012Fと追突事故を起こし、2012Fは6両、2039Fは4両が大破･損傷し廃車された。残った2012F側の4両は2039Fの6両と編成を組み直し2039Fに編入された。2012Fは原型、2039Fは先頭車化改造車であったために編成の前後で顔が異なり、さらに元2012F側の先頭車は運番表示機が移設され前照灯もLED化されているなど異彩を放っていたが、特殊な編成構成であることからに延命工事施工対象から外され、2016年6月に廃車となった。
2005年には抵抗制御車の2006F - 2014Fが廃車され、チョッパ制御車の2045F - 2053Fが2006F - 2014Fに改番された。
2010Fは2017年1月22日にM1車の2110号車の床下機器から発火し休車となっていたが半年後に修理され営業運転に復帰した。その後2018年3月に2044Fとともに廃車された。
残存する原型車も老朽化と2代目2000系3・4次車の投入により2006 - 2013F及び2040 - 2044Fは廃車され、2020年4月16日、最後まで残っていた2014Fが4次車に代替され営業運転から離脱し、6月18日から19日にかけて搬出され事によりこのグループの原型車は全廃となった。
先頭車化改造編成においてもやはり老朽化のため2代目2000系4次車投入によって置き換えられ、2019年10月には2代目2000系4次車投入を待たずに2036Fを皮切りに廃車が進められ、2020年12月7日に2037Fが運行終了し、2021年3月24日に廃車され2号線からMELCOチョッパ及びMELCOチョッパの先頭車化改造編成は全廃された。
確認できる記録で2号線、MELCOチョッパ(先頭車化改造編成を含む)の本線最後の営業運行記録は2020年 11月23日S2191列車新道林行で運行した2037Fを最後に運行することは無かった。
抵抗制御車
支線に残存した抵抗制御車の先頭車化改造編成についても聖水支線の2056Fは2代目2000系4次車に置き換えられ、2021年1月末まで運行し、2021年4月に廃車された。聖水支線の唯一の改造抵抗車であり、全車電動車のため加速度が速いことで有名だった。
新亭支線は2023年3月まで残存した。しかし2046Fは2021年3月末に基地構内で配電盤に火災が発生して運行休止し、修理されることなく2021年8月に廃車された。該当編成の代わりで本線用2代目2000系2次車2020Fが6両に再組成されて運行したが、2021年10月末に本線に戻った。また2021年11月9日に2代目2000系5次車2045Fが運行を開始したがさらに2021Fが運行し、2022年3月に本線に戻った。これにより、2代目2000系5次車2045Fは廃車された2046Fに代わって運行することになった。新亭支線に残った2045F〜2048Fの3本は2023年2月に2代目2000系5次車の2046F〜2048Fが運行開始し、2045F,2047Fが運行終了した。残った2048Fは同年3月末まで予備車として残され、稀に運用に入った。最後の運行はS5697新道林行で運行した。

#### 編成表
循環線（環状線）は10両1編成（6M4T）、新亭支線では6両1編成（4M2T）で、聖水支線では4両1編成（4M）でそれぞれ運行している。
|                |      |             |                |            |            |                |             |            |            |                |             |
| 循環線10両編成 | 号車 | 1           | 2              | 3          | 4          | 5              | 6           | 7          | 8          | 9              | 10          |
| 循環線10両編成 | 形式 | 2000 （Mc） | ◇◇ 2100 （M1） | 2200 （T） | 2300 （T） | ◇◇ 2400 （M1） | 2500 （M3） | 2600 （T） | 2700 （T） | ◇◇ 2800 （M1） | 2900 （Mc） |

|                 |      |             |                |            |            |                |             |  |  |  |  |
| 新亭支線6両編成 | 号車 | 1           | 2              | 3          | 4          | 5              | 6           |  |  |  |  |
| 新亭支線6両編成 | 形式 | 2000 （Mc） | ◇◇ 2100 （M1） | 2200 （T） | 2300 （T） | ◇◇ 2400 （M1） | 2500 （Mc） |  |  |  |  |

|                 |      |             |                |                |             |  |  |  |  |  |  |
| 聖水支線4両編成 | 号車 | 1           | 2              | 3              | 4           |  |  |  |  |  |  |
| 聖水支線4両編成 | 形式 | 2000 （Mc） | ◇◇ 2100 （M1） | ◇◇ 2400 （M1） | 2500 （Mc） |  |  |  |  |  |  |

### 2000系（GECチョッパ制御車）
1984年に1次車が製造された。当初は6両編成だったが、1991年および1993年に中間車が製造されて10両編成となった。1994年には2次車が製造された。1次車は法定耐用年数に達したため、2代目2000系に置き換えられる形で2008年に廃車となった。
2018年現在は2次車の2093F - 2095F及び先頭車化改造編成の2073F - 2076Fのみが在籍している。1次車の内、経年の新しい中間車は新亭支線の抵抗制御車と新2000系2次車の一部編成に組み込まれて運行されている。
2094Fは2019年8月に君子車両基地で1000系の1012Fと衝突事故を起こし休車されたあと、2020年1月7日に廃車された。
2093F・2095Fは新2000系4次車の投入に伴いそれぞれ2020年11月4日と2020年11月24日に運行終了した。これらが2号線最後のGECチョッパ制御車であった。
先頭車化改造編成においても老朽化と新2000系4次車の投入に伴い2020年6月に2073・2074Fが廃車された。その後最後まで残っていた2075・2076Fが2020年6月後半に、2077Fが7月に廃車され、このグループの先頭車化改造編成は全廃となった。

### 旧3000系2000番台
元々は3号線に所属していた旧3000系及び4号線に所属していた旧3000系4000番台であるが、現在は2号線所属車は全て2000番台に編入された。転属してきた当初は塗装が3・4号線時代の姿であったが誤乗防止の為程なくして2号線の塗装に変更された。
1985年に製造された2編成は2009年に廃車となった。
2085Fは2017年4月頃に電装品に重大な故障が発生し、既に保守部品の製造が停止されたこともあって修理されずにそのまま廃車されている。
新2000系導入に伴い廃車が進行し、2020年に全編成が廃車となった。

#### GECチョッパ制御車 および旧4000系2000番台
1. 2000型 先頭車Tc1
2. 2100型 電動車M1
3. 2200型 電動車M2◇◇（パンタグラフ2基）
4. 2300型 電動車M1
5. 2400型 電動車M2◇◇（パンタグラフ2基）
6. 2500型 付随車T1
7. 2600型 付随車T2
8. 2700型 電動車M1
9. 2800型 電動車M2◇◇（パンタグラフ2基）
10. 2900型 先頭車Tc2

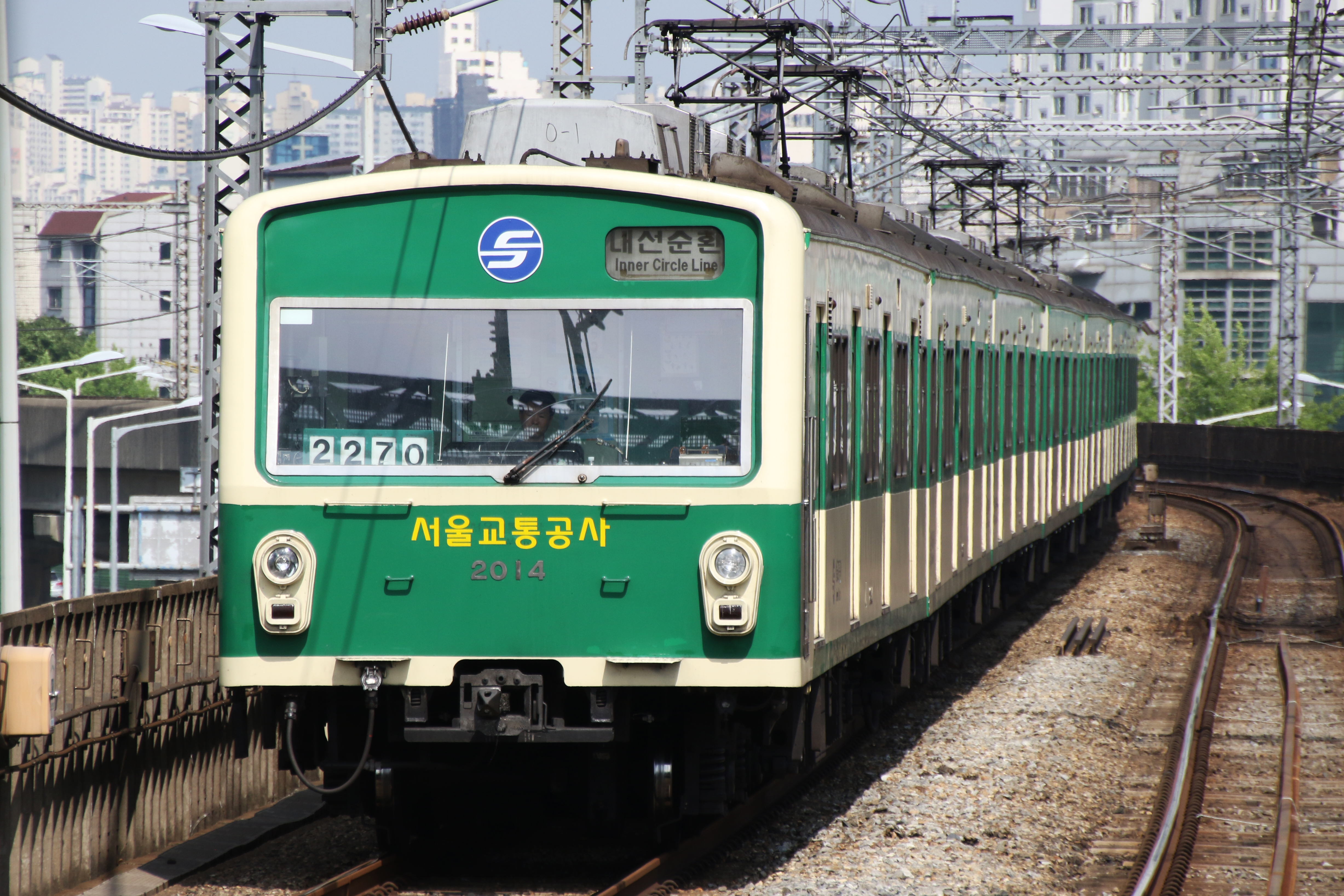
214編成 （交通公社表記）
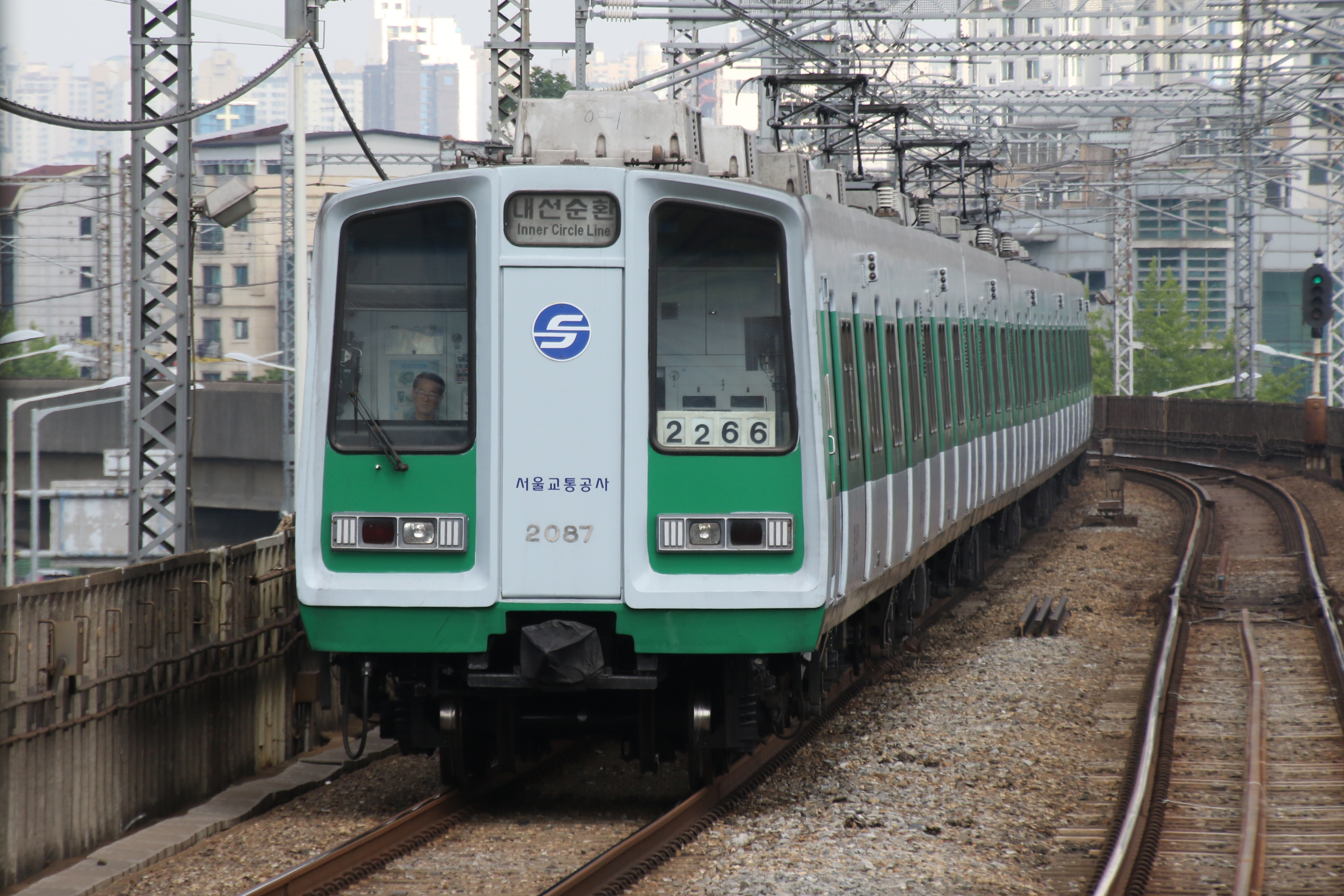
287編成 （交通公社表記）
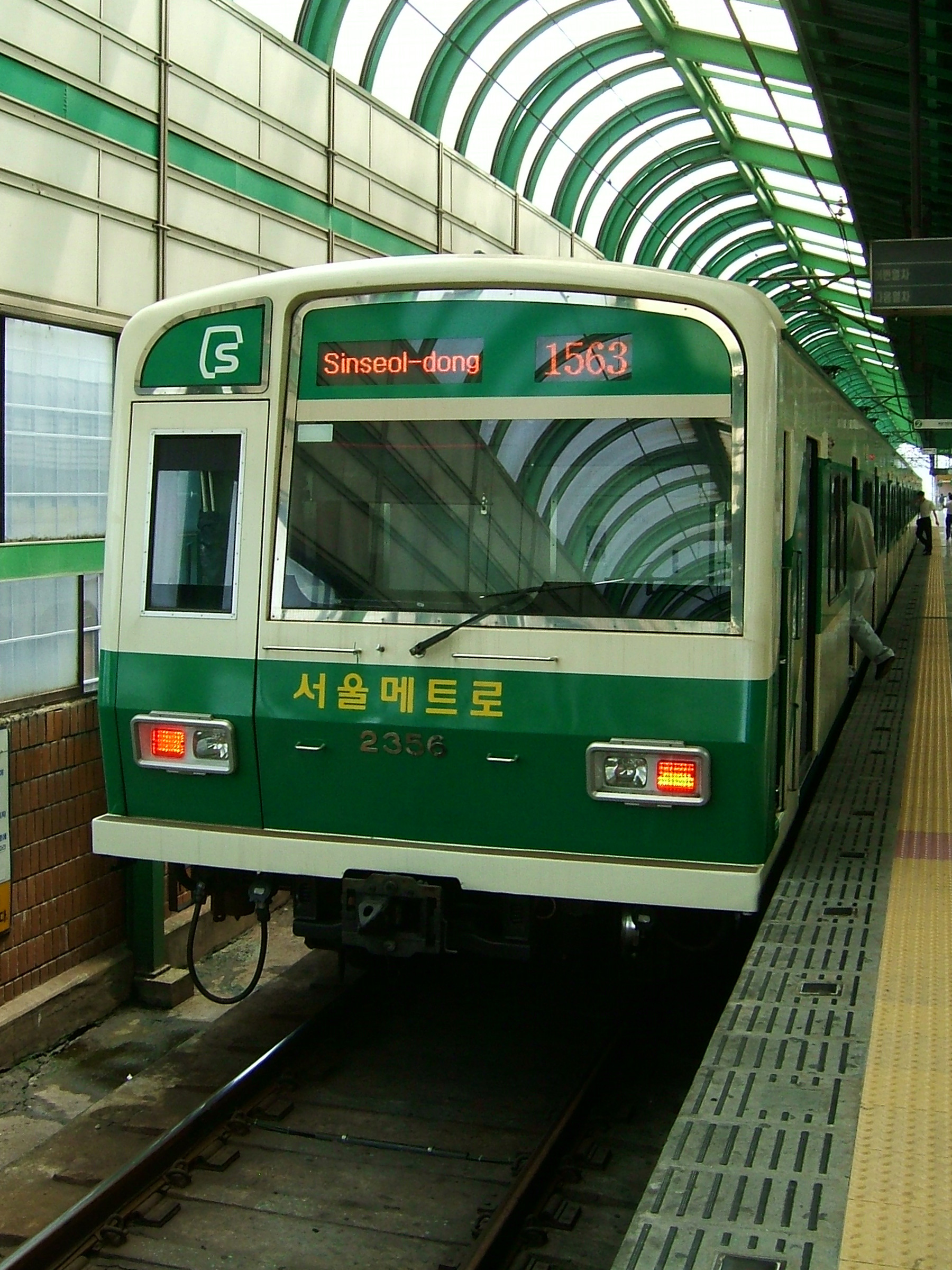
256編成

## 譲渡車
2009年に付随車6両（2222、2322、2225、2325、2233、2333）がベトナム国鉄へと輸出・譲渡された。6両の内5両は転換クロスシート化、1両は電源・食堂車化されてハノイ - ハロン間の長距離列車などで運行されていたが、2019年3月現在は運用を離脱している。

## 保存車
抵抗制御車のトップナンバーである201編成は、聖水支線の4連（2001-2101-2301-2501）の状態で新亭車両基地に保管されている。